# Зелёное (Нижнегорский район)
Зелёное (до 1948 года Счастли́вцева; укр. Зелене, крымскотат. Cağa Şeyh, Джагъа Шейх) — село в Нижнегорском районе Республики Крым, входит в состав Нижнегорского сельского поселения (согласно административно-территориальному делению Украины — Нижнегорского поссовета Автономной Республики Крым).

## Население
| 2001 | 2014 |
| ---- | ---- |
| 1123 | ↘941 |

Всеукраинская перепись 2001 года показала следующее распределение по носителям языка
| Язык             | Процент |
| ---------------- | ------- |
| русский          | 68.83   |
| крымскотатарский | 17.54   |
| украинский       | 12.73   |
| другие           | 0.27    |

### Динамика численности
| - 1915 год — 97/22 чел. - 1926 год — 83 чел. - 1989 год — 1074 чел. | - 2001 год — 1123 чел. - 2009 год — 883 чел. - 2014 год — 941 чел. |

## Современное состояние
На 2017 год в Зелёном числится 9 улиц; на 2009 год, по данным сельсовета, село занимало площадь 86 гектаров на которой, в 237 дворах, проживало 873 человека. В селе действуют начальная школа, фельдшерско-акушерский пункт, отделение почты России

## География
Зелёное — село в центре района, в степном Крыму, на левом берегу реки Салгир, высота центра села над уровнем моря — 21 м. Ближайшие сёла: Разливы в 300 м западнее и Семенное в 0,9 км на восток. Райцентр в 500 м южнее (около 3,5 километров (по шоссе)), там же ближайшая железнодорожная станция — Нижнегорская (на линии Джанкой — Феодосия). Транспортное сообщение осуществляется по региональной автодороге 35Н-366 Нижнегорский — Линейное (по украинской классификации — С-0-10910).

## История
Впервые будущее село, как господский дом, встречается на топографической карте 1842 года. На трёхверстовой карте 1865—1876 года обозначен уже хутор Щастливцева. По Статистическому справочнику Таврической губернии. Ч.II-я. Статистический очерк, выпуск пятый Перекопский уезд, 1915 год, в экономии Сейтлер (Щасливцевых) Ак-Шеихской волости Перекопского уезда числилось 9 дворов (все дворы с землёй) со смешанным населением в количестве 97 человек приписных жителей и 22 — «посторонних», из которых 53 мужчины и 66 женщин. Жители владели 745 десятинами удобной земли. В хозяйствах имелось 57 лошадей, 16 волов, 24 коровы и 40 голов мелкого скота.
После установления в Крыму Советской власти, по постановлению Крымревкома № 206 «Об изменении административных границ» от 8 января 1921 года была упразднена волостная система, Перекопский уезд переименовали в Джанкойский, в составе которого был создан Джанкойский район. В 1922 году уезды преобразовали в округа. 11 октября 1923 года, согласно постановлению ВЦИК, в административное деление Крымской АССР были внесены изменения, в результате которых округа были отменены и Джанкойский район стал основной административной единицей и село включили в его состав. Согласно Списку населённых пунктов Крымской АССР по Всесоюзной переписи 17 декабря 1926 года, в состав Ногайлы-Ахматского сельсовета Джанкойского района входили: село Сейтлер (русский), в котором числилось 9 дворов, из них 7 крестьянских, население составляло 45 человек, из них 37 русских, 5 немцев и 3 украинца и Сейтлерский мелиоративный питомник, также с 9 дворами, жителей — 37, из них 28 русских, 5 украинцев и 4 записаны в графе «прочие» (на километровой карте Генштаба Красной армии 1941 года обозначен, как Щасливцева).
Постановлением ВЦИК «О реорганизации сети районов Крымской АССР» от 30 октября 1930 года был создан Сейтлерский район (по другим сведениям 15 сентября 1931 года) и село передали в его состав.
Во время Великой Отечественной войны в январе 1943 года близ посёлка Сейтлер от рук оккупантов погибли неизвестные крымские партизаны. Павших похоронили в братской могиле за Сейтлером, у современной восточной окраины села Зелёное. В 1950 году на могиле был установлен памятник, в 1984 году заменённый на современный. В годы войны на фронтах погибли 3 жителя небольшого селения. В их честь 12 июня 1966 года в селе был установлен памятный знак, в виде обелиска на постаменте. Постановлением Совета министров Республики Крым № 627 от 20 декабря 2016 года оба памятника отнесены к категории объектов культурно-исторического наследия России регионального значения.
После освобождения Крыма от фашистов, 12 августа 1944 года было принято постановление № ГОКО-6372с «О переселении колхозников в районы Крыма», по которому в район из Винницкой и Киевской областей переселялись семьи колхозников. С 25 июня 1946 года Счастливцева в составе Крымской области РСФСР. Указом Президиума Верховного Совета РСФСР от 18 мая 1948 года Счастливцева переименовали в Зелёное. 26 апреля 1954 года Крымская область была передана из состава РСФСР в состав УССР. Время включения в Нижнегорский поссовет пока не установлено: на 15 июня 1960 года село уже числилось в его составе. По данным переписи 1989 года в селе проживало 1074 человека. С 12 февраля 1991 года село в восстановленной Крымской АССР, 26 февраля 1992 года переименованной в Автономную Республику Крым. С 21 марта 2014 года в составе Крыма аннексировано Россией.